# Uno Helleday
Christian August Uno Helleday, född den 18 mars 1834 i Landskrona, död den 10 januari 1904 i Göteborg, var en svensk läkare. Han var son till August Helleday.
Helleday blev student vid Uppsala universitet 1851, medicine kandidat 1859 och medicine licentiat 1863. Han var provinsialläkare i Vemdalens distrikt, Jämtlands län, 1864–1867, i Leksands distrikt, Kopparbergs län, 1867–1870 och i Orusts distrikt, Göteborgs och Bohus län 1870–1875. Helleday var assistent vid Johann Georg Mezgers klinik i Amsterdam 1872–1873 samt praktiserande läkare i Stockholm 1873–1876, i Moskva och Jalta 1876–1883, i Göteborg 1883–1894 samt ånyo i Stockholm från 1894. Han vilar på Stadskyrkogården i Alingsås.